# Církvice (okres Kutná Hora)
Církvice (j. č., tedy: ta Církvice, do Církvice, v Církvici; německy Zirkwitz) je obec v okrese Kutná Hora, 5 km východně od města Kutná Hora. V obci, ke které patří také vesnice Jakub, žije přibližně 1 300 obyvatel. Část dnešní Církvice byla dříve též známa jako Netřeb. Dříve oddělená zástavba obou místních část se už prakticky propojila.

## Název
Internetová jazyková příručka uvádí, že pro obec Církvice na Kutnohorsku se používá častěji pojmenování v jednotném čísle, na rozdíl od obce Církvice na Kolínsku, pro kterou jsou typické pomnožné tvary. Rovněž rejstřík RSO uvádí pro obec na Kolínsku pomnožné tvary a pro obec na Kutnohorsku tvary jednotného čísla, pro Církvici v Ústí nad Labem rovněž jednotné číslo.

## Historie
První písemná zmínka o vesnici pochází z roku 1276.

### Územněsprávní začlenění
Dějiny územněsprávního začleňování zahrnují období od roku 1850 do současnosti. V chronologickém přehledu je uvedena územně administrativní příslušnost obce v roce, kdy ke změně došlo:
- 1850 země česká, kraj Pardubice, politický i soudní okres Kutná Hora[9]
- 1855 země česká, kraj Čáslav, soudní okres Kutná Hora
- 1868 země česká, politický i soudní okres Kutná Hora
- 1939 země česká, Oberlandrat Kolín, politický i soudní okres Kutná Hora[10]
- 1942 země česká, Oberlandrat Praha, politický i soudní okres Kutná Hora[11]
- 1945 země česká, správní i soudní okres Kutná Hora[12]
- 1949 Pražský kraj, okres Kutná Hora[13]
- 1960 Středočeský kraj, okres Kutná Hora
- 2003 Středočeský kraj, obec s rozšířenou působností Kutná Hora

### Rok 1932
V obci Církvice u Čáslavě (přísl. Netřeba, Vrabcov, 713 obyvatel, poštovní úřad, telegrafní úřad, telefonní úřad, katol. kostel) byly v roce 1932 evidovány tyto živnosti a obchody: holič, 3 hostince, kapelník, kolář, 2 kováři, 2 mlýny, pekař, 2 řezníci, 2 obchody se smíšeným zbožím, 2 trafiky, truhlář, 2 velkostatky, zámečník.

## Přírodní poměry
Církvice leží ve Středolabské tabuli. Vesnicí protéká řeka Klejnárka, která je levostranným přítokem Labe. Jejím přítokem je Stará Klejnárka, v jejíž pramenné oblasti severně od Církvice leží přírodní památka Nový rybník u Kačiny.

## Části obce
- Církvice
- Jakub

V letech 1960–1990 k obci patřily i Třebešice.

## Pamětihodnosti
- Barokně upravený středověký kostel svatého Vavřince
- Fara za kostelem: památkově chráněna spolu s kostelem
- Hospoda čp. 26 (motorest Vosrkráč)

V letech 1960–1990 k obci patřily i Třebešice.

## Doprava
Obcí prochází silnice I/38 Havlíčkův Brod – Čáslav – Církvice – Kolín – Nymburk. Komunikace procházející původně přes osadu Netřeba a západní část vlastní Církvice byla roku 2022 převedena na obchvat vedoucí jihozápadně od zastavěného území, paralelně s železniční tratí. Železniční přejezd na silnici III. třídy do Kutné Hory byl přitom nahrazen nadjezdem. Obcí vede železniční trať Kolín – Havlíčkův Brod. Je to dvoukolejná elektrizovaná celostátní trať zařazená do evropského železničního systému, doprava byla zahájena roku 1869.
V roce 2011 vedly autobusové linky projíždějící obcí do těchto cílů: Čáslav, Kolín a Kutná Hora (dopravce Veolia Transport Východní Čechy). V obci měly zastávky dálkové autobusové linky Ždírec nad Doubravou – Chotěboř – Čáslav – Kutná Hora – Kolín – Praha (v pracovních dnech 1 spoj) a Chrudim – Čáslav – Kutná Hora – Kolín – Praha (v pracovních dnech čtyři spoje, dopravce Veolia Transport Východní Čechy). Po železniční trati jezdilo v pracovních dnech patnáct párů a o víkendu dvanáct párů osobních vlaků.

## Galerie

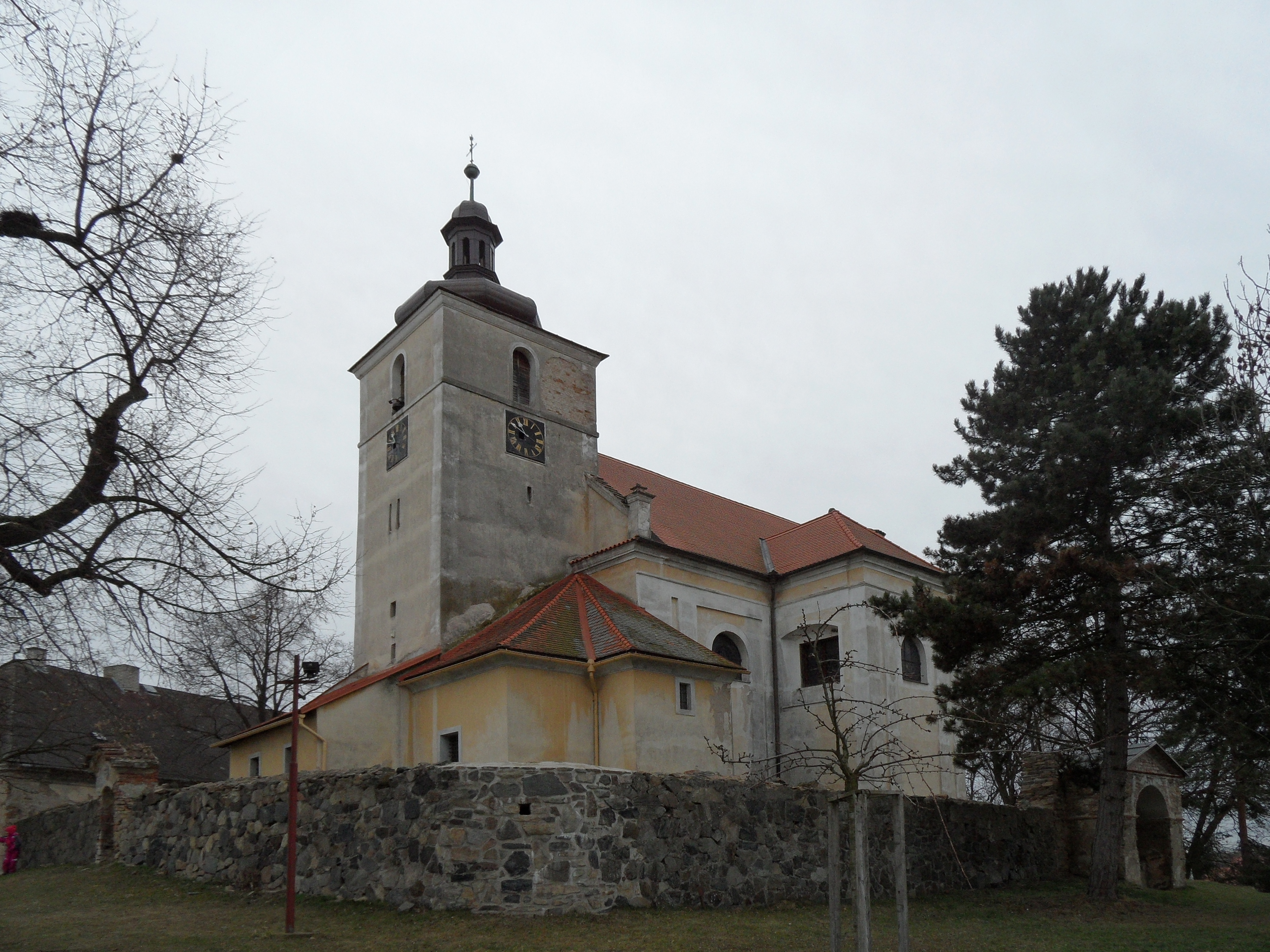
Kostel svatého Vavřince
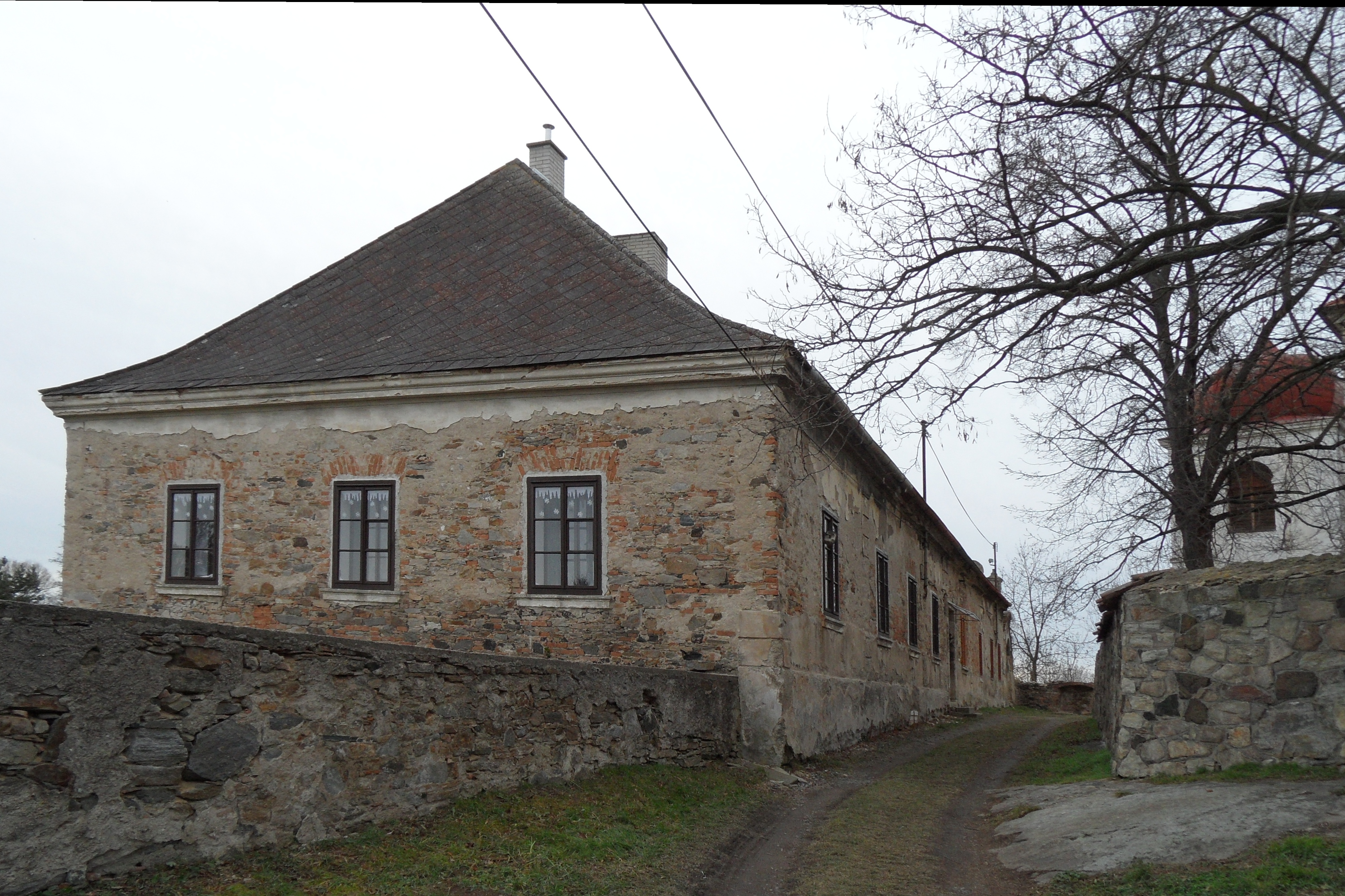
Fara u kostela
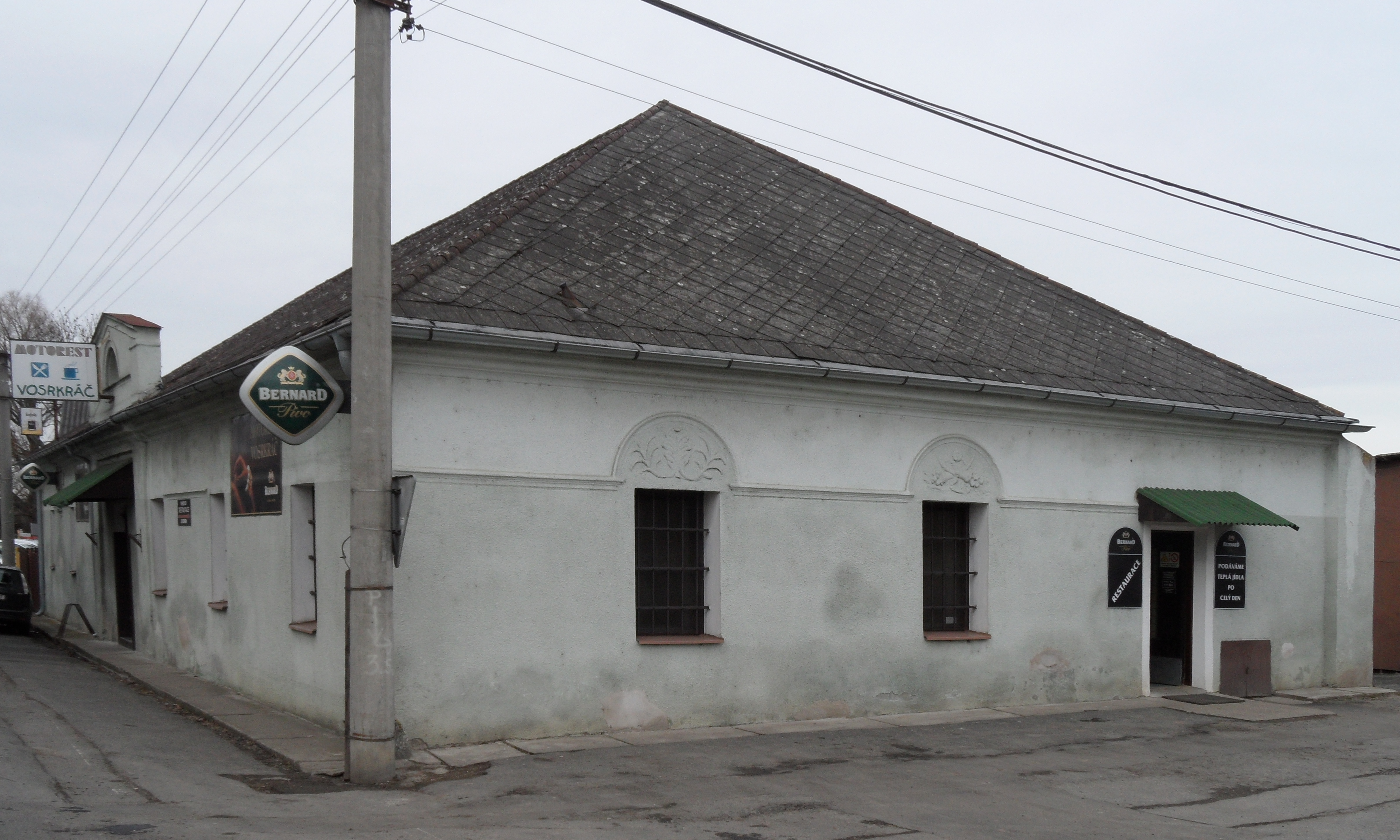
Hospoda čp. 26
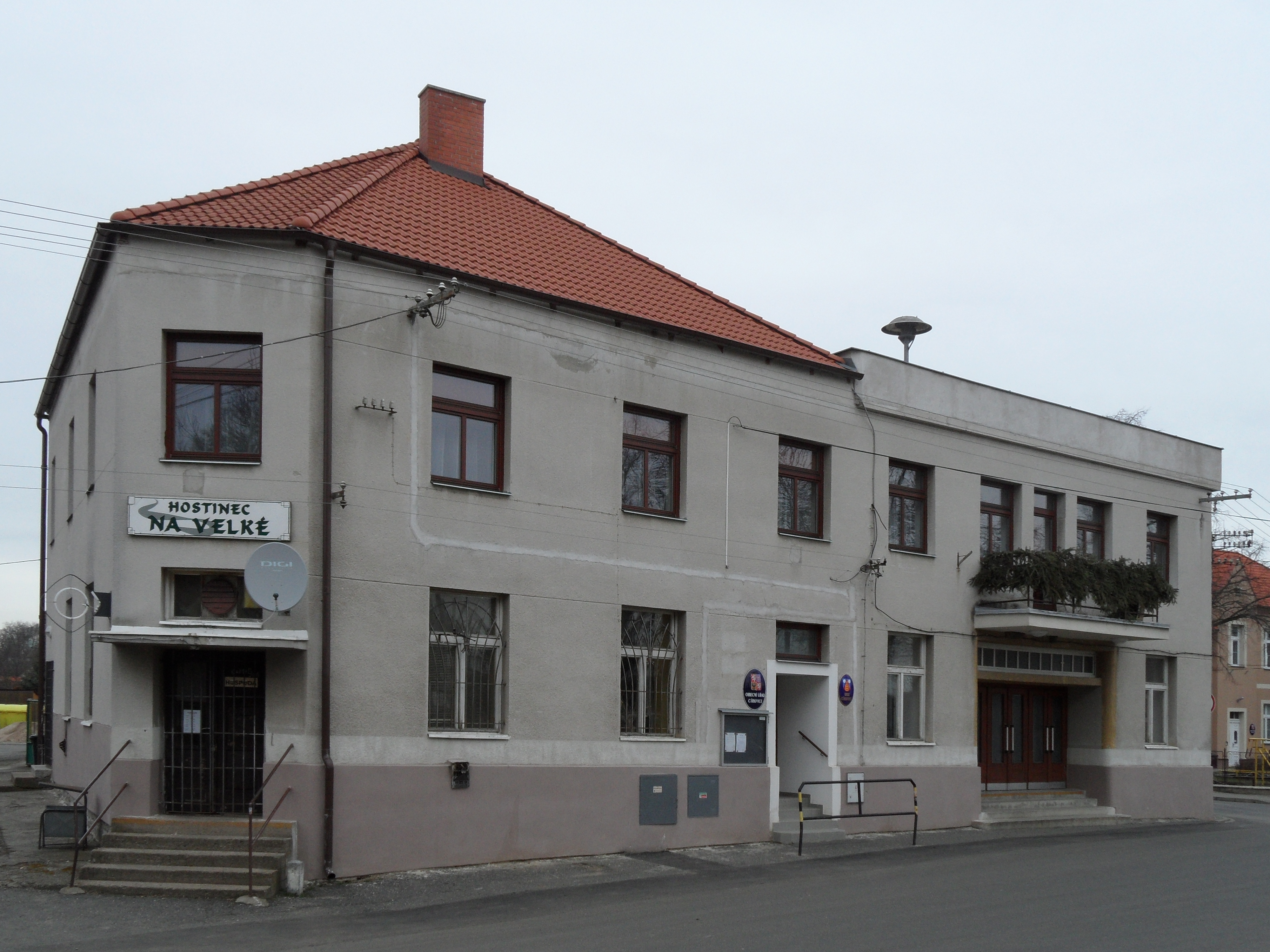
Hostinec a obecní úřad
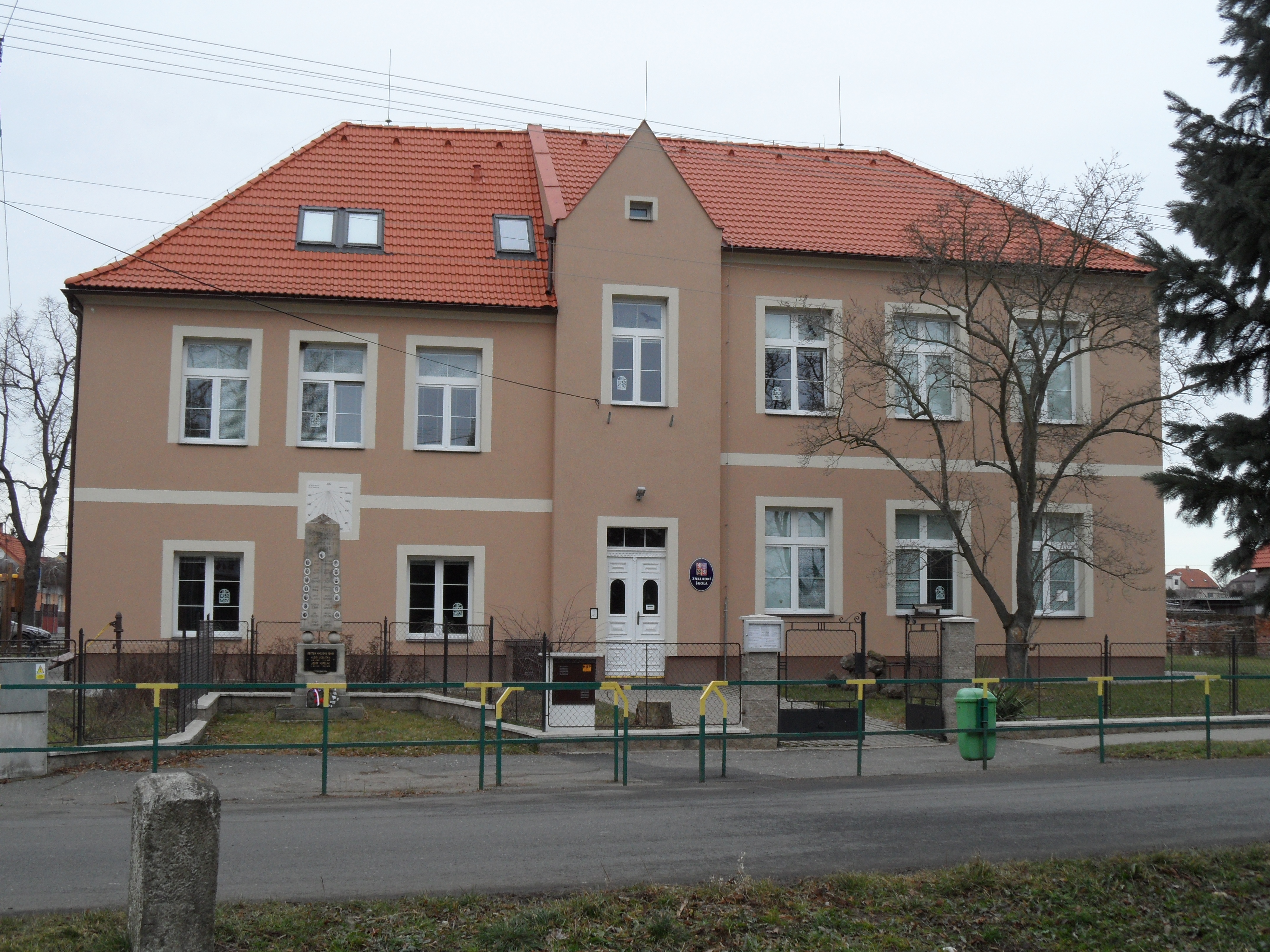
Základní škola
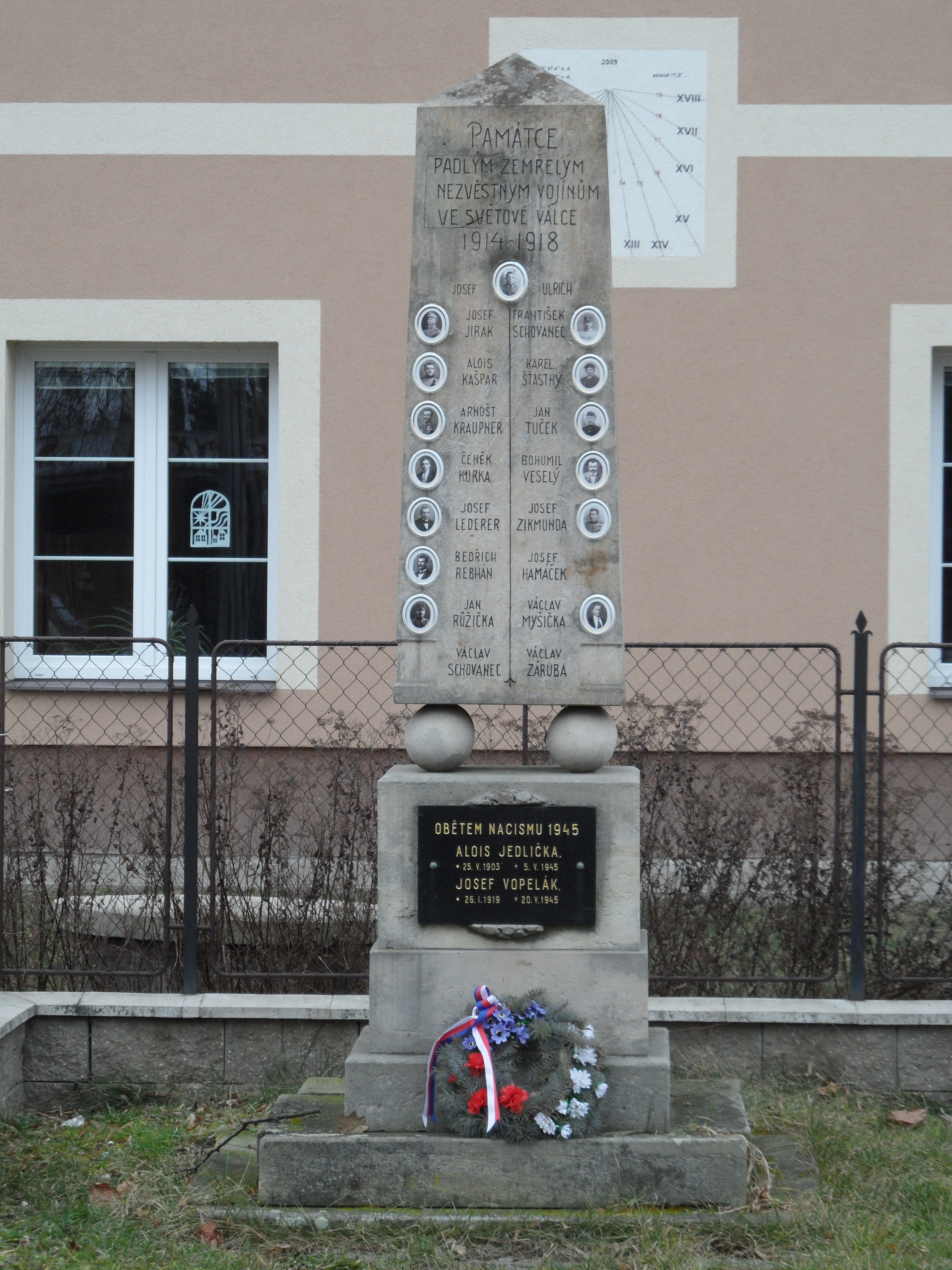
Pomník obětem první světové války